# Ayhan Taşkın
Ayhan Taşkın (* 6. Januar 1953 in Tarsus) ist ein ehemaliger türkischer Ringer.

## Biografie
Ayhan Taşkın gewann bei den Olympischen Sommerspielen 1984 in Los Angeles die Bronzemedaille im Superschwergewicht im Freistilringen. Auch bei den Mittelmeerspielen war er erfolgreich und konnte dort eine Gold- und eine Silbermedaille gewinnen. Bei den Europameisterschaften 1989 in Ankara gewann er die Silbermedaille in der Klasse bis 130 kg.